# Darko Damjanovski
Darko Damjanovski (en macédonien : Дарко Дамјаноски), né le 15 juillet 1981 à Gostivar, est un fondeur et biathlète macédonien.  

## Biographie
Son club est Mirna Dolina et son entraîneur Gjoko Dineski.
En ski de fond, il compte trois participations aux Championnats du monde, en 2007, 2009 et 2013. Surtout, Damjanovski est trois fois olympien, prenant part aux Jeux olympiques en 2006 à Turin, 2010 à Vancouver et en 2014 à Sotchi, pour lesquels ils se qualifie avec la norme A qui lui permet de disputer plusieurs courses individuelles et où en tant que porte-drapeau de sa délégation, il obtient son meilleur résultat avec une 78e place sur le sprint. Sur la scène continentale, sa meilleure performance sur une saison date de 2009-2010, lorsqu'il se classe deuxième de la Coupe des Balkans.
En biathlon, il dispute sa première saison au niveau international en 2005. Il prend part aux Championnats du monde 2009 comme première compétition dans l'élite, à Pyeongchang et a couru depuis les éditions 2011, 2012 et 2013 des Mondiaux. Durant l'hiver 2013-2014, il est au départ sur cinq étapes de la Coupe du monde et obtient son meilleur résultat dans l'IBU Cup avec une 38e place à Ridnaun. Il affiche son mécontentement à propos de son entraîneur en équipe nationale en 2016, se plaignant d'un mauvais traitement. Entre 2018 et 2021, à cause de ses critiques, il est privé de compétition internationale par sa fédération nationale. Grâce à un changement à la tête des instances sportives dans son pays, il est réintégré dans l'équipe nationale et va pouvoir concourir aux Jeux olympiques.